# Johnny Hates Jazz
Johnny Hates Jazz is een Britse band, momenteel bestaande uit zanger Clark Datchler en gitarist/bassist Mike Nocito.

## Biografie
Datchler en Nocito ontmoeten elkaar voor het eerst in 1982 tijdens opnames in de muziekstudio van RAK Records. Ze werken gedurende vier jaar samen aan Datchlers solo-opnamen.
In 1985 kwam Calvin Hayes bij de groep die werd hernoemd naar Johnny Hates Jazz. De bandnaam zou ontleend zijn aan een zwager die een hekel aan jazz had.
In april 1986 bracht de band de eerste single uit, Me and My Foolish Heart die ironisch live werd opgevoerd in een jazzclub. Dit nummer had niet zoveel succes. Na dit nummer begon Clark Datchler met het schrijven van nieuwe nummers, waaronder Shattered Dreams. In tegenstelling tot "Me and My Foolish Heart", had "Shattered Dreams" wel succes. Het nummer werd een wereldhit. Ook opvolger I Don't Want to Be a Hero deed het wereldwijd goed in de hitlijsten. Daarna werd Turn Back the Clock uitgebracht, wat vooral een grote hit werd in Nederland. Op deze single zingt Kim Wilde, die in die tijd met Calvin Hayes omging, de achtergrondvocalen. Vervolgens werd ook het nummer Heart of Gold op de markt gebracht, wat een klein hitje werd in het Verenigd Koninkrijk en Nederland. Al deze nummers komen van het gelijknamige album Turn Back the Clock.
In 1988 verlaat Clark Datchler de groep. Hij verhuist naar Amsterdam om zich bezig te houden met solomateriaal, en trouwt met Veronica-dj Simone Walraven. De groep Johnny Hates Jazz gaat nog even door met Phil Thornalley als zanger, en brengt met hem het album Tall Stories uit. Na een verkeersongeval raakt Hayes voor langere tijd in het gips. De band oefent niet meer regelmatig en wegens gebrek aan succes stopt de groep in 1992.
In 2009 schreef Clark Datchler een nummer genaamd "Magnetized". Hij vond dat een ideaal nummer voor Johnny Hates Jazz, en besluit contact op te nemen met Mike Nocito. Al snel krijgen de twee weer zin om samen muziek te maken, en besluiten een nieuw album op te nemen. Dit resulteerde in het album Magnetized, dat werd uitgebracht op 6 mei 2013.

## Bandleden
Huidige leden
- Clark Datchler - vocals, keyboard, gitaar (1986-1988; 2009-heden)
- Mike Nocito - basgitaar, gitaar (1986-1992; 2009-heden)

Oud-leden
- Calvin Hayes - keyboards, drums (1986-1992; 2009-2010)
- Phil Thornalley - vocals (1988-1992)

## Discografie

### Studioalbums
- Turn Back the Clock (1988)
- Tall Stories (1991)
- Magnetized (2013)

### Compilatiealbums
- The Very Best of Johnny Hates Jazz (1993)
- Best of the '80s (2000)

### Singles
- "Shattered Dreams" (1987) / (Speciale Aanbieding KRO Radio 3)
- "I Don't Want to Be a Hero" (1987)
- "I Don't Want to Be a Hero" (1987) / (Veronica Alarmschijf Radio 3)
- "Heart of Gold" (1988)

## Hitnoteringen

### Albums
| Album met eventuele hitnotering(en) in de Nederlandse Album Top 100 | Datum van verschijnen | Datum van binnenkomst | Hoogste positie | Aantal weken | Opmerkingen |
| ------------------------------------------------------------------- | --------------------- | --------------------- | --------------- | ------------ | ----------- |
| Turn Back the Clock                                                 | 1988                  | 23-01-1988            | 22              | 18           |             |

### Singles
| Single met eventuele hitnotering(en) in de Nederlandse Top 40 | Datum van verschijnen | Datum van binnenkomst | Hoogste positie | Aantal weken | Opmerkingen |
| ------------------------------------------------------------- | --------------------- | --------------------- | --------------- | ------------ | ----------- |
| Shattered Dreams                                              | 1987                  | 06-06-1987            | 30              | 3            |             |
| I Don't Want to Be a Hero                                     | 1987                  | 03-10-1987            | 25              | 4            |             |
| Turn Back the Clock                                           | 1987                  | 09-01-1988            | 5               | 9            | Alarmschijf |
| Heart of Gold                                                 | 1988                  | 19-03-1988            | 26              | 4            |             |

| Single met hitnotering(en) in de Vlaamse Ultratop 50 | Datum van verschijnen | Datum van binnenkomst | Hoogste positie | Aantal weken | Opmerkingen |
| ---------------------------------------------------- | --------------------- | --------------------- | --------------- | ------------ | ----------- |
| I Don't Want to Be a Hero                            | 1987                  | 17-10-1987            | 16              | 6            |             |
| Turn Back the Clock                                  | 1987                  | 05-12-1987            | 9               | 14           |             |
| Heart of Gold                                        | 1988                  | 16-04-1988            | 30              | 3            |             |

### NPO Radio 2 Top 2000
Van Johnny Hates Jazz stond alleen Turn back the clock in 1999 in de NPO Radio 2 Top 2000, op plek 1893.